# 人間居住科学
人間居住科学（にんげんきょじゅうかがく）とは、人間の居住空間を科学的方法で検討し、居住の権利を実践するもので、生活環境の快適性を追求することを目的とし、その実行性は国際連合人間居住計画が担っている。
なお、「人間居住」に相当する一般的な英対訳は「Human settlement」だが、学術的には「Ekistics」を用いる。これは「土着」を意味する「Ecesis」とギリシア語での植民地を意味する「οἰκιστής」を引用した「Oikistes」を合わせた造語になる。

## 経緯と概念
この節は英語版Wikipediaの「Ekistics」を主体とする
人間居住科学の源流はアリストテレス全集の『自然学』第4巻「場所」に起因する。古代ギリシアでは「植民地 (οἰκιστής)」から派生した「ポリス（都市）の形成」を形容する「οἰκιστικός」という思想があり、既存の「自然発生し無秩序に発展する猥雑な市街地」に対してギリシア人による「理論的な都市計画」が理想とされた。計画都市は後にアレキサンダー大王によるアレクサンドリアによって広まった。
その後に続いた古代ローマによる植民地（ローマ都市）はローマ風の神殿や闘技場を設け、快適性でいえばローマ水道やローマ街道を敷設し、市民居住区ではインスラを整備したが、ギリシア流の都市計画は必ずしも引き継がれるものではなかった。
近代以降、無から始める都市計画はアメリカのような開拓国家で、科学的理論的な都市計画はソビエト連邦など社会主義国家で実践された。しかし、スターリン様式はそれまでの地域の伝統や気候風土を無視し、あまりにも画一的で精神衛生上必ずしも快適であったとは限らなかった。
人間居住科学は人口移動（マイグレーション）の対局として思考された。そこには家屋・住宅のデザイン、美的感覚や居心地の良さのような心理的要因から、社会・政治・経済・環境・文化・インフラストラクチャーなど多様な要素が複雑に絡み合う。
現実的には古代ギリシア人が考えた無から始める都市計画は困難で、実際には都市再生や社会の再構築が主体となり、人間生態系と都市生態学を伴う持続可能な生活と持続可能な都市の構築にある。
一方で人間の居住空間は必ずしも都市とは限らない。遊牧民のような移動生活、水上生活やミャンマーのモーケン族のような洋上生活をおくる人々にとっては、その場所の存続が死活問題となる。
また、居住空間における社会的結束や社会的包摂も目指すものである。

## 課題と実践活動
日本では高度経済成長期の通勤混雑や公害、エディット・クレッソンが「うさぎ小屋（cage a lapins）」と揶揄した狭小家屋などを改善すべく、官民あげての取り組みが行われてきた。1985年（昭和60年）に開催された国際科学技術博覧会のテーマが「人間・居住・環境と科学技術（Dwellings and Surroundings - Science and Techonology for Man at Home）」であり、住環境への関心が高まっていたことを物語る。
日本では都市型水害などが問題となっているが、特に非都市定住者にとって自然災害は生活圏を脅かすものであり、その原因とされる地球温暖化の要因には都市が排出する熱の影響が指摘されており、エネルギー効率改善都市のような取り組みが注目される。
近年の欧米では居住科学に自然と人間の共生やスローライフの思想が取り込まれ、都市農業・近郊農業を導入する田園都市が盛んになってきている。また、欧州連合（EU）では人間中心主義（ヒューマニズム）に基づく人間都市（ヒューマンシティ）を立ち上げた。
先進国では人口減少社会へと転じたが、途上国では人口爆発による人口過多が収まらず、住宅不足が懸念されている。国際連合がアジェンダ21で「持続可能な人間居住の開発の促進」を明記し、持続可能な開発のための2030アジェンダでは持続可能な開発目標（SDGs）において「包括的で安全かつ耐久的な人間居住の実現」を掲げている。
2016年に開催されたハビタット3において、21世紀の都市生活を探求するニューアーバンアジェンダが採択された。

### 補添
1. ↑  アメリカではこれを揶揄して「One size fits all」（日本語に例えるなら「金太郎飴」）と呼び、日本ではファスト風土化などの事象に例えられる
2. ↑  この発言は1979年（昭和54年）に欧州共同体（EC）が出した対日経済戦略報告書の中からの引用で、実際にはヨーロッパにもみられる都市型集合住宅（アパート）も「rabbit hutches」の俗称があり、それを引き合いに出した。フランス語版Wikipediaの「Clapier (élevage)（うさぎ小屋）」でも文化的側面として記述がある

## 参照

### 図書
- 『輝く都市』ル・コルビュジエ 鹿島出版会 1968年
- 『都市は人類最高の発明である』エドワード・グレイザー（英語版） NTT出版 2012年

### 論評
The Limits of Densityリチャード・フロリダ The Atlantic 2012年5月16日